# Ca n'Armet (Campmany)
Ca n'Armet és una masia de Campmany (Alt Empordà) inclosa a l'Inventari del Patrimoni Arquitectònic de Catalunya. Situat a llevant del nucli urbà de la població de Campmany, a uns 150 metres de distància del traçat de la carretera N-II en direcció nord, actualment deshabitada.

## Descripció
Masia aïllada de planta rectangular, formada per dos cossos adossats. El volum originari presenta la coberta de teula de dos vessants i està distribuït en planta baixa i pis. Consta de dues crugies perpendiculars a la façana principal, que està orientada a migdia. Aquesta presenta un portal d'accés rectangular amb els brancals bastits amb carreus de pedra escairats, la llinda de fusta i un arc de descàrrega a la part superior bastit en maons. A banda i banda hi ha dues estretes finestres rectangulars, que es corresponen amb els espais destinats al bestiar. Al pis hi ha tres finestres rectangulars, dos d'elles espoliades i una altra bastida en maons. La façana posterior presenta dues finestres rectangulars de mida més petita, bastides amb maons. A l'extrem de llevant del parament s'observa el cos adossat format per la llar, de planta quadrada, coberta de dos vessants i una gran xemeneia. La façana de llevant compta amb un portal rectangular que conserva la llinda plana de pedra. A l'interior, les crugies estan cobertes per voltes de canó bastides en pedra i morter de calç, que conserven restes de l'encanyissat original. Es localitzen menjadores per al bestiar adossades als murs laterals, també bastits en pedra. El volum auxiliar que acompanya la construcció es troba adossat a la façana de ponent de la casa. Està organitzat en un sol nivell i presenta la coberta d'un sol aiguavés, tot i que esfondrada. La façana principal, orientada a migdia, presenta dos portals d'accés a l'interior situats a cada extrem del parament. Ambdós són d'arc rebaixat, el de llevant amb la llinda de pedra i el de ponent bastit en pedra desbastada disposada a sardinell. Damunt del portal de llevant hi ha una obertura d'arc rebaixat bastit en maons. A l'interior, l'espai s'organitza en tres crugies perpendiculars a la façana principal.
La construcció està bastida en pedra desbastada i sense treballar, lligada amb morter de calç.

## Història
Segons el Pla Especial Urbanístic i Catàleg de Masies i Cases Rurals de Campmany, Can Armet és una construcció del segle xviii amb reformes i ampliacions posteriors.